# Tiril Udnes Weng
Pour les articles homonymes, voir Weng.
Tiril Udnes Weng, née le 29 septembre 1996 est une fondeuse norvégienne. Polyvalente, elle remporte son premier titre mondial en relais en 2021.

## Carrière
Membre du club de Nes, Tiril Udnes Weng obtient sa première sélection avec l'équipe nationale au Festival olympique de la jeunesse européenne en 2013, obtenant la médaille de bronze au relais mixte. Aux Championnats du monde junior 2014, elle est de nouveau médaillée de bronze au relais, discipline dont elle gagne le titre en 2015.
Elle fait ses débuts en Coupe du monde en mars 2015 à Drammen. Elle marque ses premiers points en janvier 2017 à Toblach (21e du sprint).
En 2018, elle obtient son meilleur résultat de l'hiver avec une onzième place à Seefeld en sprint puis elle est championne du monde des moins de 23 ans du sprint, avant d'améliorer avec une neuvième place au sprint classique de Drammen en Coupe du monde. Elle remporte la Coupe de Scandinavie cet hiver et se classe notamment douzième des Finales de Falun.
Lors de la saison 2018-2019, après avoir fini le Tour de ski pour la première fois de sa carrière (16e), elle décroche deux autres médailles aux Championnats du monde des moins de 23 ans, avec l'argent au sprint et le bronze au dix kilomètres libre. Sur l'étape de Lahti, elle parvient à rejoindre la finale d'un sprint pour la première fois, où elle sera sixième et se classe ensuite deuxième du sprint par équipes avec Maiken Caspersen Falla.
Elle est alors sélectionnée pour les Championnats du monde à Seefeld, où elle est quinzième du sprint libre.
Durant la saison 2019-2020, elle s'illustre autant dans les sprints (deux finales) que dans les courses par étapes : septième du Nordic Opening, dixième du Tour de ski et huitième du Ski Tour. Treizième de la Coupe du monde cet hiver, elle empoche son premier succès en relais à Lahti.
Aux Championnats du monde 2021, elle remporte le titre mondial du relais avec Heidi Weng, Therese Johaug et Helene Marie Fossesholm et signe deux top dix en individuel : sixième du sprint et septième du trente kilomètres.

## Famille
Elle est la sœur jumelle de Lotta Udnes Weng et cousine d'Heidi Weng, toutes aussi fondeuses.

## Palmarès

### Championnats du monde
| Épreuve / Édition        | Sprint                           | Sprint                           | 10 km                            | 10 km                            | Poursuite / Skiathlon 2 × 7,5 km | 30 km | Relais                   | Relais               |
| Épreuve / Édition        | libre                            | classique                        | libre                            | classique                        | Poursuite / Skiathlon 2 × 7,5 km | 30 km | Sprint                   | 4 × 5 km             |
| Mondiaux 2019 Seefeld    | 15e                              | Épreuve inexistante à cette date | Épreuve inexistante à cette date | —                                | —                                | —     | —                        | —                    |
| Mondiaux 2021 Oberstdorf | Épreuve inexistante à cette date | 6e                               | 19e                              | Épreuve inexistante à cette date | —                                | 7e    | 6e                       | Médaille d'or, monde |
| Mondiaux 2023 Planica    | Épreuve inexistante à cette date |                                  |                                  |                                  |                                  |       | Médaille d'argent, monde | Médaille d'or, monde |

Légende :
- : pas d'épreuve
- — : Non disputée par Weng

### Coupe du monde
- 1 gros globe de cristal : vainqueur du classement général en 2023.
- 3e du Tour de Ski 2022-2023
- 7 podiums en individuel : 1 deuxième place et 6 troisièmes places.
- 4 podiums en épreuve par équipes : 2 victoires, 1 deuxième place et 1 troisième place.
- 2 podiums en épreuve par équipes mixte : 1 deuxième place et 1 troisième place.

#### Courses à étapes
- 3 podiums dans une étape de Coupe du monde : 1 victoire, 1 deuxième place et 1 troisième place.

#### Liste des victoires d'étape
| Date             | Lieu        | Pays   | Compétition | Discipline |
| ---------------- | ----------- | ------ | ----------- | ---------- |
| 1er janvier 2023 | Val Müstair | Suisse | Tour de Ski | PO TC      |

Légende :

TC = classique

TL = libre

SP = sprint

MS = départ en masse

PO= poursuite

H = départ avec handicap

#### Classements détaillés
| Saison / Épreuve | Saison / Épreuve | Général | Général | Distance | Distance | Sprint | Sprint | Tour de ski depuis 2007 | Finales depuis 2008              | Nordic Opening depuis 2011 |
| ---------------- | ---------------- | ------- | ------- | -------- | -------- | ------ | ------ | ----------------------- | -------------------------------- | -------------------------- |
| Saison / Épreuve | Saison / Épreuve | Class.  | Points  | Class.   | Points   | Class. | Points | Tour de ski depuis 2007 | Finales depuis 2008              | Nordic Opening depuis 2011 |
| 2017             | 2017             | 100e    | 10      |          |          | 66e    | 10     | —                       | —                                | —                          |
| 2018             | 2018             | 33e     | 199     | 42e      | 62       | 24e    | 93     | Abandon                 | 12e                              | 33e                        |
| 2019             | 2019             | 18e     | 406     | 28e      | 125      | 18e    | 171    | 16e                     | 18e                              | 19e                        |
| 2020             | 2020             | 13e     | 755     | 17e      | 286      | 12e    | 197    | 10e                     | FIS Ski tour : 8e                | 7e                         |
| 2021             | 2021             | 24e     | 252     | 20e      | 170      | 31e    | 54     | —                       | Épreuve inexistante à cette date | 17e                        |

### Championnats du monde des moins de 23 ans
- Utah 2017 :
  -  Médaille d'argent au dix kilomètres libre.
- Goms 2018 :
  -  Médaille d'or au sprint libre.
- Lahti 2019 :
  -  Médaille d'argent au sprint.
  -  Médaille de bronze au dix kilomètres libre.

### Championnats du monde junior
- Val di Fiemme 2014 :
  -  Médaille de bronze en relais.
- Almaty 2015 :
  -  Médaille d'or en relais.
- Rasnov 2016 :
  - Médaille d'argent en relais.
  -  Médaille de bronze au dix kilomètres libre.

### Festival olympique de la jeunesse européenne
- Médaille de bronze du relais mixte en 2013 à Rasnov.

### Coupe de Scandinavie
- Première du classement général en 2018.
- 5 podiums, dont 4 victoires.